# Língua mundang
Mundang (Mundaŋ) é uma língua Atlântico–Congolesa falada por cerca de 240 mil pessoas no sul do Chade e norte de Camarões.

## Dialetos
Os dialetos do Mundag são Kabi (Kieziere), Zasing (Torrock-Kaélé, Yasing) e Gelama. Esse último, que é falado em Camarões, pode ser uma língua separada.

## Escrita
| Maiúsculas | A | B | Ɓ | C | D | Ɗ | E | Ə | F | G | H | I | J | K | L | M | N | Ŋ | O | P | R | S | T | U | V | W | Y | Z |
| Minúsculas | a | b | ɓ | c | d | ɗ | e | ə | f | g | h | i | j | k | l | m | n | ŋ | o | p | r | s | t | u | v | w | y | z |

A nasalização é marcada com til: ã, ẽ, ə̃, ĩ, õ, ṽ

## Amostra de texto
Pai Nosso
Pa ɓuu mai mo no sǝŋ, Tǝɗii ɓo mo yea pǝyǝkki, Goŋ ɓo mo ge, Mo joŋ 'yah ɓo wo sǝr tǝgbana mai moo joŋ sǝŋ ta. Mo nyi farel ru kǝ̃ǝ tǝ'nahko. Mo rõm faɓe' ɓuuru, Tǝgbana ruu rõm za mai moo joŋra ɓǝɓe' wo ɓuuru. Mo soɓ ru ge pǝ cok mai faɓe' moo kǝǝ ru gŋ ka, Amma mo ǝ̃ǝ ru gin jol Satan. Mor goŋe, ne swahe, ne yǝk daŋ ma ɓo yo ŋhaa ga lii.